# Rangapara
Rangapara é uma cidade e uma town area committee no distrito de Sonitpur, no estado indiano de Assam.

## Geografia
Rangapara está localizada a 26° 49′ N, 92° 39′ L. Tem uma altitude média de 206 metros (675 pés).

## Demografia
Segundo o censo de 2001, Rangapara tinha uma população de 18 822 habitantes. Os indivíduos do sexo masculino constituem 54% da população e os do sexo feminino 46%. Rangapara tem uma taxa de literacia de 76%, superior à média nacional de 59,5%: a literacia no sexo masculino é de 81% e no sexo feminino é de 70%. Em Rangapara, 10% da população está abaixo dos 6 anos de idade.